# Marino Vigna
Marino Vigna ( Milaan, 6 november 1938) is een voormalig Italiaans wielrenner.
Vigna won tijdens de Olympische Zomerspelen 1960 in eigen land samen met zijn ploeggenoten de gouden medaille op de ploegenachtervolging. Vigna won in 1963 een etappe in de Ronde van Italië, en in 1967 de semi-klassieker Milaan-Turijn.

## Resultaten
| Jaar | WK | Olympische Zomerspelen |
| ---- | -- | ---------------------- |
| 1960 |    | ploegenachtervolging   |

## Resultaten in voornaamste wedstrijden
| Jaar | Ronde van Italië | Ronde van Frankrijk | Ronde van Spanje |
| ---- | ---------------- | ------------------- | ---------------- |
| 1961 | opgave           |                     |                  |
| 1962 |                  |                     |                  |
| 1963 | opgave (1)       |                     |                  |
| 1964 | opgave           |                     |                  |
| 1965 | 73e              |                     |                  |
| 1966 | 60e              |                     |                  |
| 1967 |                  |                     | 63e              |

| Jaar | Milaan-San Remo | Parijs-Roubaix | Ronde van Lombardije | Milaan-Turijn |
| ---- | --------------- | -------------- | -------------------- | ------------- |
| 1962 | 35e             |                |                      | 4e            |
| 1963 | 42e             |                |                      |               |
| 1964 |                 | 53e            |                      |               |
| 1965 | 12e             |                |                      | Zilver        |
| 1966 | 37e             |                |                      | Goud          |
| 1967 | 11e             |                | 13e                  | 9e            |

1908: Jones, Kingsbury, Meredith, Payne ·
1920: Magnani, Carli, Ferrario, Giorgetti ·
1924: De Martini, Dinale, Menegazzi, Zucchetti ·
1928: Facciani, Gaioni, Lusiani, Tasselli ·
1932: Pedretti, Borsari, Cimatti, Ghilardi ·
1936: Nizerhy, Charpentier, Goujon, Lapébie ·
1948: Decanali, Adam, Blusson, Coste ·
1952: Morettini, Campana, de Rossi, Messina ·
1956: Gasparella, Domenicali, Faggin, Gandini ·
1960: Vigna, Arienti, Testa, Vallotto ·
1964: Streng, Claesges, Henrichs, Link ·
1968: Lyngemark, Olsen, Asmussen, Jensen ·
1972: Schumacher, Colombo, Haritz, Hempel ·
1976: Vonhof, Braun, Lutz, Schumacher ·
1980: Manakov, Movtsjan, Ossokin, Petrakov ·
1984: Grenda, Turtur, Nichols, Woods ·
1988: Jekimov, Kasputis, Neljoebin, Oemaras ·
1992: Fulst, Glöckner, Lehmann, Steinweg ·
1996: Capelle, Ermenault, Monin, Moreau ·
2000: Fulst, Bartko, Becke, Lehmann ·
2004: Brown, McGee, Lancaster, Roberts ·
2008: Clancy, Manning, Thomas, Wiggins · 
2012: Burke, Clancy, Kennaugh, Thomas · 
2016: Burke, Clancy, Doull, Wiggins · 
2020: Consonni, Ganna, Lamon, Milan · 
2024:  Bleddyn, Welsford, Leahy, O'Brien